# Нерехтський район
Нерехтський район (рос. Нерехтский район) — адміністративно-територіальна одиниця (район) та муніципальне утворення (муніципальний район) на південному заході Костромської області Росії.
Адміністративний центр — місто Нерехта.

## Історія
Нерехтський район утворено 1928 року у складі Костромської губернії. 14 січня 1929 включений до складу Костромського округу Івановської Промислової області. 31 березня 1936 року передано до складу новоствореної Ярославської області. З 13 серпня 1944 - у складі Костромської області. 17 березня 1944 року частину території Нерехтського району було передано у новий Бурмакинський район.
У 1999 році місто Нерехта та Нерехтський район були злиті в одне муніципальне утворення.

## Населення
| 2002    | 2008    | 2009    | 2010    | 2011    | 2012    | 2013    |
| ------- | ------- | ------- | ------- | ------- | ------- | ------- |
| 13 447  | ↗13 860 | ↗37 544 | ↘34 244 | ↘34 163 | ↘33 907 | ↘33 697 |
| 2014    | 2015    | 2016    | 2017    | 2018    | 2019    | 2020    |
| ↘33 447 | ↘33 175 | ↘32 890 | ↘32 605 | ↘32 300 | ↘32 085 | ↘31 705 |